# Бронниця (Новгородська область)
Бронниця (рос. Бронница) — село в Новгородському районі Новгородської області Російської Федерації.
Населення становить 2627 осіб. Входить до складу муніципального утворення Бронницьке сільське поселення.

## Історія
Від 2004 року входить до складу муніципального утворення Бронницьке сільське поселення.

## Населення
| 2010 |
| ---- |
| 2627 |